# Список театральных работ Ивана Вальберха
Параметры сортировки списка по дате или по алфавиту в прямом либо обратном порядках задаются в ячейках заголовка.

## Балеты
Постановки, осуществлённые хореографом Иваном Вальберхом (1766—1819) в Большом театре Санкт-Петербурга. Многие свои спектакли, особенно в период 1812—1815 годов, Вальберх поставил в сотрудничестве с балетмейстером Огюстом — названия таких балетов отмечены знаком (*). Даты, указанные курсивом — первое упоминание спектакля; день премьеры точно не известен.
Цветом выделены возобновления (переделки) спектаклей других балетмейстеров (преимущественно — постановки балетов Джузеппе Канциани на музыку Карло Каноббио, а также постановки в Москве двух балетов Шарля Лепика и одного — Шевалье).
В начале 1808 года Вальберх был послан дирекцией в Москву налаживать репертуар московской балетной труппы к открытию Нового императорского театра. Здесь он в сжатые сроки осуществил постановки шести спектаклей, подготовив премьеры трёх собственных балетов и трёх балетов других хореографов (Канциани, Лепика и Шевалье). Эти работы Вальберха в списке выделены курсивом.
| Год                 | Дата                                            | Название | Описание |
| ------------------- | ----------------------------------------------- | --- | --- |
| 1795                | 8 февраля                                       | «Счастливое раскаяние» | пантомимный балет в 1 действии. |
| 1795                | 3 декабря                                       | «Орфей» | балет в 1 действии с хорами. |
| 1798                | 28 мая*                                         | «Одному обещана, а другому досталась» | балет-дивертисмент (13 октября 1810 — премьера в Москве в постановке Исаака Аблеца). |
| 1798                | ?                                               | «Торжество любви» | балет (год постановки предположителен, в 1798 году были сделаны расходы по монтировке спектакля). |
| 1799                |                                                 | | |
| 7 января            | «Пигмалион»                                     | балет в 1 действии Джузеппе Канциани. | |
| 30 января*          | «Новый Вертер»                                  | балет-пантомима в 1 действии, музыка Алексея Титова (11 февраля 1808 — премьера в Москве). | |
| 1801                | 25 сентября                                     | «Увенчанная благость» («Гений благости») | балет на всерадостный день коронации государя императора Александра Павловича; в 2 действиях, музыка Степана Давыдова, стихи хоров Александра Клушина.                                                                                          |
| 1801                | 7 октября                                       | «Инеса де Кастро» | Трагический балет в 5 действиях Джузеппе Канциани, музыка Карло Каноббио. |
| 1801                | 8 октября                                       | «Новый Стерн» | балет в 1 действии. |
| 1801                | ? (до 1802)                                     | «Дон-Жуан, или Каменный гость» | Пантомимный балет в 5 действиях Джузеппе Канциани, музыка Карло Каноббио (был вновь возобновлён в 1818 году). |
| 1802                |                                                 | | |
|                     | «Беверлей»                                      | Балет Джузеппе Канциани. | |
|                     | «Дезертир, или Женщина-героиня»                 | пантомимный балет в 3 действиях Джузеппе Канциани по программе Жана Доберваля (15 февраля 1808 года поставлен в Москве; в 1811 году возобновлён под названием «Геройство любви, или Беглый солдат»). | |
|                     | «Жертвоприношение благодарности»                | аллегорический балет на торжественный день тезоименитства его императорского величества Александра Первого; в 1 действии, музыка Степана Давыдова, стихи Александра Клушина.                         | |
| 1803                |                                                 | | |
| ? (после 1802)      | «Пирам и Тизба»                                 | трагический балет в 4 действиях Джузеппе Канциани, музыка Карло Каноббио. | |
| 21 августа          | «Бланка, или Брак из отмщения»                  | трагический балет в 5 действиях, музыка Алексея Титова. | |
| 1804                |                                                 | «Граф Кастелли, или Преступный брат» | трагический балет в 5 действиях, музыка Мартини, Джузеппе Сарти и Степана Давыдова (27 января 1808 — премьера в Москве). |
| 1806                |                                                 | «Клара, или Обращение к добродетели» | пантомимный балет в 4 действиях, музыка Йозефа Вайгля (17 декабря 1815 — премьера в Москве в постановке Исаака Аблеца, под названием «Клара похищенная, или Торжество добродетели над развратностью», в 3 действиях).                           |
| 1807                | 25 апреля                                       | «Арлекин» | |
| 1807                | 25 апреля                                       | «Любовная хитрость»* | комический балет в 2 действиях. |
| 1807                | 27 октября                                      | «Рауль Синяя Борода, или Опасность любопытства» | пантомимный балет в 3 действиях, музыка Андре Гретри и Катарино Кавоса (7 февраля 1808 — премьера в Москве). |
| 1807                | 4 ноября                                        | «Евгения, или Тайный брак» («Торжество любви Евгении») | пантомимный балет. |
| 1808                |                                                 | | |
| 20 января (Москва)  | «Медея и Язон»                                  | трагический балет в 3 действиях Шарля Лепика (по балету Жан-Жоржа Новерра). | |
| 27 января (Москва)  | «Граф Кастелли, или Преступный брат»            | трагический балет в 5 действиях, музыка Мартини, Джузеппе Сарти и Степана Давыдова (спектакль 1804 года).                                                                                            | |
| 7 февраля (Москва)  | «Рауль Синяя Борода, или Опасность любопытства» | пантомимный балет в 3 действиях, музыка Андре Гретри и Катарино Кавоса (спектакль 1807 года). | |
| 11 февраля (Москва) | «Новый Вертер»                                  | балет-пантомима в 1 действии, музыка Алексея Титова (спектакль 1799 года). | |
| 15 февраля (Москва) | «Дезертир, или Женщина-героиня»                 | пантомимный балет в 3 действиях Джузеппе Канциани по программе Жана Доберваля (спектакль 1802 года, в 1811 году возобновлён под названием «Геройство любви, или Беглый солдат»).                     | |
| 16 февраля (Москва) | «Деревенская героиня»                           | комический балет в 3 (5?) действиях, музыка Париса (по балету Шевалье 1801 года; в 1809 году поставлен вместе с Огюстом в Санкт-Петербурге).                                                         | |
| 12 октября          | «Маленький матрос»                              | комический балет в 1 действии, музыка Париса. | |
| 12 октября          | «Орфей и Эвридика»                              | пантомимный трагический балет в 5 действиях с хорами, музыка Глюка. | |
| 16 ноября           | «Американцы, или Счастливое кораблекрушение»    | балет в 3 действиях Джузеппе Канциани, музыка Карло Каноббио. | |
| 1809                |                                                 | | |
| 25 января           | «Деревенская героиня»*                          | комический балет в 3 действиях, музыка Париса (II часть, I часть — в постановке Огюста; или же возобновление балета Шевалье 1801 года? 16 февраля 1808 — премьера в Москве)[уточнить].               | |
| 2 ноября            | «Ромео и Юлия»                                  | трагический балет в 5 действиях с хорами. | |
| 1810                | 17 января                                       | «Павел и Виргиния» | балет в 3 действиях. |
| 1810                | 14 ноября                                       | «Новая героиня, или Женщина-казак» | пантомимный балет в 5 действиях, музыка разных авторов (18 января 1811 — премьера в Москве). |
| 1811                |                                                 | | |
| 6 января (Москва)   | «Кастор и Полукс»                               | Героический балет-пантомима в 5 действиях Шарля Лепика (6 мая 1818 — возобновление в Санкт-Петербурге).                                                                                              | |
| 18 января (Москва)  | «Новая героиня, или Женщина-казак»              | пантомимный балет в 5 действиях, музыка разных авторов (спектакль 1810 года). | |
| 1812                | 30 августа                                      | «Любовь к отечеству»* | балет в 1 действии с хорами и пением, музыка Катарино Кавоса (3 декабря 1814 — премьера в Москве в постановке Исаака Аблеца). |
| 1812                | 7 октября                                       | «Русский деревенский праздник»* | интермедия-дивертисмент с хорами, пением, русскими и цыганскими плясками. |
| 1813                | 19 мая                                          | «Русские в Германии, или Следствие любви к отечеству»* | большой пантомимно-анекдотический балет в 4 действиях, музыка Париса. |
| 1813                | 3 ноября                                        | «Казак в Лондоне»* | анекдотический балет в 1 действии. |
| 1813                | 30 августа                                      | «Праздник в стане союзных армий при Монмартре»* | торжественное представление, составленное из танцев разных наций, эволюций и пения в честь союзных армий, музыка Катарино Кавоса, ария Даниила Кашина, стихи Петра Корсакова (15 сентября 1814 — премьера в Москве в постановке Исаака Аблеца). |
| 1814                | 3 июня                                          | «Торжество России, или Русские в Париже»* | аллегорико-исторический балет в 3 действиях, музыка Катарино Кавоса, стихи Петра Корсакова. |
| 1814                | 30 августа                                      | «Гений благости, или Распри Аполлона с Марсом»* | аллегорико-анакреонтический балет в 1 действии, музыка Катарино Кавоса. |
| 1814                | 17 ноября                                       | «Камилла, или Подземелье» | пантомимный балет в 3 действиях, музыка Фердинанда Антонолини. |
| 1814                |                                                 | «Американская героиня, или Наказанное вероломство» | пантомимный балет в 4 действиях, музыка разных авторов. |
| 1815                | 18 мая                                          | «Сандрильона»* | волшебно-пантомимный балет в 4 действиях со сражениями и турнирами, музыка Катарино Кавоса (Даниэля Штейбельта?). |
| 1815                | 23 августа                                      | «Марс и Венера»* | анакреонтический балет в 2 действиях, музыка Фердинанда Антонолини. |
| 1815                | 13 октября                                      | «Амазонки, или Разрушение волшебного замка» | волшебно-пантомимный балет в 3 действиях с полётами, сражениями и великолепным спектаклем, музыка разных авторов. |
| 1816                | 9 октября                                       | «Генрих IV, или Награда добродетели» | пантомимно-исторический балет в 4 действиях, музыка разных авторов. |
| 1817                |                                                 | «Марьина роща» | национальный дивертисмент (по программе Исаака Аблеца?). |
| 1818                |                                                 | | |
| 6 мая               | «Кастор и Полукс»                               | героический балет-пантомима в 5 действиях Шарля Лепика (6 января 1811 года ставился в Москве). | |
| 22 сентября         | «Своя семья, или Домашний маскарад»             | дивертисмент. | |

## Танцы в спектаклях
Хореография в оперных и драматических спектаклях, поставленных в Санкт-Петербурге. Знаком (*) помечены возобновления. Вероятно, кроме указанных в этом списке, Вальберхом также поставлены танцы к ряду переведённых им пьес. Оперные постановки выделены цветом.
| Год        | Дата                                          | Название                                                                                     | Авторы                                                                                   | Описание |
| ---------- | --------------------------------------------- | -------------------------------------------------------------------------------------------- | ---------------------------------------------------------------------------------------- | --- |
| 1796       | 8 февраля                                     | «Любовные приключения Баярда» Les Amour de Bayard ou le Chevalier sans peur et sans reproche | Монвель, музыка Бида                                                                     | комедия в 4 действиях, с балетами. |
| 1796       | 26 февраля                                    | «День рождения стихотворца»                                                                  | Николай Эмин                                                                             | комедия в 3 действиях, с балетами. |
| 1798       |                                               |                                                                                              |                                                                                          | |
| 22 апреля  | «Оберон»                                      | перевод Янковича                                                                             | опера в 3 действиях, с балетами.                                                         | |
| 1800       |                                               |                                                                                              |                                                                                          | |
| 6 ноября   | «Клоринда и Милон»                            | музыка Евстигнея Фомина, текст Василия Капниста                                              | анакреонтическая опера в 1 действии, с балетами.                                         | |
| 1801       |                                               |                                                                                              |                                                                                          | |
| 24 января  | «Американцы»                                  | музыка Евстигнея Фомина, текст Александра Клушина                                            | комическая опера в 2 действиях, с балетами.                                              | |
| 1803       |                                               |                                                                                              |                                                                                          | |
| 15 апреля  | «Золотое яблоко»                              | музыка Евстигнея Фомина, текст Иванова                                                       | комическая опера в 2 действиях, с балетами.                                              | |
| 21 мая     | «Суд царя Соломона»                           | Луи-Шарль Кенье, перевод с франц. Александра Клушина, музыка Алексея Титова                  | драма в 3 действиях, с балетами.                                                         | |
| 26 октября | «Русалка» (I часть)                           | музыка Фердинанда Кауэра и Степана Давыдова, перевод с нем. Николая Краснопольского          | волшебно-комическая опера в 3 действиях, с балетами, превращениями и полётами.           | |
| 1804       |                                               |                                                                                              |                                                                                          | |
| 5 мая      | «Русалка» (II часть)                          | музыка Фердинанда Кауэра и Степана Давыдова                                                  | волшебно-комическая опера в 3 действиях, с балетами.                                     | |
| 14 ноября  | «Дева солнца»                                 | Август фон Коцебу                                                                            | драма в 5 действиях, с балетом.                                                          | |
| 1805       |                                               |                                                                                              |                                                                                          | |
| 5 мая      | «Князь-Невидимка»                             | музыка Катарино Кавоса, перевод с франц. Лифанова                                            | волшебно-комическая опера в 6 действиях, с балетами.                                     | |
| 25 октября | «Русалка» (III часть)                         | музыка Степана Давыдова                                                                      | волшебно-комическая опера в 3 действиях, с балетами, превращениями и полётами.           | |
| 8 декабря  | «Фингал»                                      | Владислав Озеров, музыка Иосифа Козловского                                                  | трагедия в 3 действиях, с балетами.                                                      | |
| 1806       |                                               |                                                                                              |                                                                                          | |
| 18 апреля  | «Беглец от своей невесты»                     | музыка Катарино Кавоса, текст князя Александра Шаховского                                    | комическая опера в 3 действиях, с балетами.                                              | |
| 31 декабря | «Илья-Богатырь»                               | музыка Катарино Кавоса, текст Ивана Крылова                                                  | волшебно-комическая опера в 4 действиях, с балетами и полётами.                          | |
| 1807       |                                               |                                                                                              |                                                                                          | |
| 24 мая     | «Нурзахад»                                    | музыка Алексея Титова, текст Александра Княжнина                                             | опера в 3 действиях, с балетами.                                                         | |
| 10 октября | «Русалка» (IV часть)                          | музыка Степана Давыдова, с использованием музыки В. А. Моцарта                               | волшебно-комическая опера в 3 действиях, с балетами и фантасмагорическими превращениями. | |
| 1808       | 22 апреля                                     | «Полубарские затеи, или Домашний театр»                                                      | князь Александр Шаховской                                                                | комедия в 5 действиях, с комическими балетами. |
| 1810       | 2 октября                                     | «Чортов увеселительный замок»                                                                | перевод с нем. князя Александра Шаховского                                               | натурально-волшебное представление в 4 действиях, с балетами.                                                                                       |
| 1810       | 14 ноября                                     | «Ариадна и Тезей»                                                                            |                                                                                          | драма в 1 действии, с балетами. |
| 1811       | 13 ноября                                     | «Цирцея и Улисс»                                                                             | Александр Княжнин, музыка Алексея Титова                                                 | мелодрама в 1 действии, с балетами. |
| 1812       | 4 января                                      | «Барон Фельзгейм»                                                                            | перев. с нем. Павла Титова, музыка Алексея Титова                                        | драма в 4 действиях, с балетами. |
| 1812       | 23 февраля                                    | «Монтенерский замок»                                                                         | музыка Крейцера, перевод с франц. Вельяшева                                              | опера в 3 действиях, с хорами и балетами. |
| 1812       | 6 мая*                                        | «Дианино древо»                                                                              | музыка Мартини, перевод с итал. Ивана Дмитревского                                       | комическая опера в 2 действиях, с балетами. |
| 1813       | 4 февраля                                     | «Кирилловцы»                                                                                 |                                                                                          | драма в 3 действиях, с балетами. |
| 1813       | 26 мая*                                       | «Три султанши»                                                                               | музыка Катарино Кавоса, перевод с франц. Шеллера                                         | опера в 3 действиях, с балетами (премьера — 18 июля 1798).                                                                                          |
| 1813       | 12 сентября                                   | «Иосиф Прекрасный»                                                                           | музыка Этьена Мегюля                                                                     | опера в 3 действиях, с балетами. |
| 1814       |                                               |                                                                                              |                                                                                          | |
| 30 апреля  | «Сандрильона»                                 | музыка Даниэля Штейбельта, перевод с франц. Ар. Лукницкого                                   | волшебно-комическая опера в 3 действиях, с балетами.                                     | |
| 1815       |                                               |                                                                                              |                                                                                          | |
| январь     | «Рауль Синяя борода»                          | музыка Андре Гретри, перевод с франц. Ар. Лукницкого                                         | опера в 3 действиях.                                                                     | |
| 26 января  | «Жоконд, или Искатели приключений»            | музыка Николя Изуара, перевод с франц. И. А. Корсакова                                       | комическая опера в 3 действиях, с балетами.                                              | |
| 27 февраля | «Горации и Куриации»                          | музыка Доменико Чимароза, перевод с итал. Шеллера                                            | лирическая трагедия в 3 действиях, с балетами.                                           | |
| 9 июня     | «Прекрасная Арсена»                           |                                                                                              | опера в 3 действиях, с балетами.                                                         | |
| 28 октября | «Ричард Львиное сердце»                       | музыка Андре Гретри(?), перевод с франц. Левшина                                             | опера в 3 действиях, с хорами и балетами.                                                | |
| 1816       | 12 мая                                        | «Карачун»                                                                                    | князь Александр Шаховской                                                                | волшебно-комическое представление в 3 действиях, с балетами и полётами.                                                                             |
| 1816       | 22 ноября                                     | «Колосс Родосский, или Землетрясение в Азии»                                                 | перевод с франц. Шеллера                                                                 | историческое представление в 3 действиях, с балетами.                                                                                               |
| 1816       | 4 декабря                                     | «Влюблённый Баярд, или Рыцарь без страха и упрека»                                           | музыка И. А. Ленгарда, перевод с франц. Ксиландра                                        | героическая комедия в 4 действиях, с аллегорическим балетом.                                                                                        |
| 1817       |                                               |                                                                                              |                                                                                          | |
| 30 апреля  | «Вот каковы русские, или Мужество киевлянина» | музыка Алексея Титова, текст Александра Княжнина                                             | комическая опера в 2 действиях, с балетами.                                              | |
| 7 сентября | «Ромео и Юлия»                                | музыка Даниэля Штейбельта                                                                    | опера в 3 действиях, с танцами.                                                          | |
| 1818       | 26 августа                                    | «Сражение при Канаде, или Англичанин — царь диких»                                           | перевод с немецкого                                                                      | военная драма в 4 действиях, с балетами. |
| 1818       | 26 сентября                                   | «Волшебный фонарь, или Сапожник Дамасский»                                                   | перевод с франц. Судакова                                                                | комедия в 3 действиях, с маршами и комическими балетами.                                                                                            |
| 1818       | 16 октября                                    | «Привидение в Риденфельском замке»                                                           | перевод с нем. З. Ф. Каменогорского                                                      | романтическое представление в 4 действиях, с балетами и маршами.                                                                                    |
| 1818       | 28 октября                                    | «Чудные встречи, или Суматоха в маскараде»                                                   | Василий Фёдоров, музыка Иосифа Козловского и Фердинанда Антонолини                       | комедия в 5 действиях, с интермедиями, разнохарактерными плясками, танцами и маскарадными ходами (маскарадные ходы поставлены совместно с Огюстом). |

## Переводы
Переводы драматических и оперных произведений, выполненные с французского языка. Вероятно, что Вальберхом также были поставлены танцы к ряду переведённых им пьес — названия таких спектаклей обозначены знаком (*). Оперные постановки выделены цветом.
| Год        | Дата                          | Название                                    | Автор                                                       | Описание | Премьера в Москве |
| ---------- | ----------------------------- | ------------------------------------------- | ----------------------------------------------------------- | --- | ----------------- |
| 1803       | 16 июля                       | «Два гренадёра, или Ошибки»                 | Патра                                                       | комедия в 3 действиях. | 28 апреля 1816    |
| 1805       | 17 апреля                     | «Пустынник, или Наказанное злодейство»*     | Пиксерекур                                                  | драма в 3 действиях, с пением и балетом. | 17 мая 1810       |
| 1805       | 4 мая                         | «Подарок в именины»                         |                                                             | комедия в 1 действии. |                   |
| 1806       | 15 января                     | «Непредвидимый ужин»                        | Дюваль                                                      | комедия в 1 действии с пением (переделка). |                   |
| 1806       | 12 апреля                     | «Изгнанник, или Любовь к отечеству»*        |                                                             | историческая драма в 3 действиях, с балетом (3 сентября 1816 — новая редакция под названием: «Абелино, великий разбойник, или Человек в трех лицах»). |                   |
| 1807       | 4 ноября                      | «Крепость на Дунае, или Детская любовь»*    | Пиксерекур                                                  | драма в 3 действиях, с пением и танцами (переделка).                                                                                                  |                   |
| 1808       | 12 октября                    | «Стряпчий Щечила»* L'avocat Patelin         |                                                             | комедия в 3 действиях, с танцами. | 15 мая 1812       |
| 1809       | 2 ноября                      | «Урок мужьям, или Сумасбродное испытание»   |                                                             | комедия в 1 действии. |                   |
| 1809       | 22 ноября                     | «Два слова, или Ночь в лесу»                | Николя Изуар                                                | опера в 1 действии. |                   |
| 1810       | 30 апреля                     | «Старый замок»                              |                                                             | комедия в 1 действии. |                   |
| 1810       | 14 ноября                     | «Всесветный (всемирный) кум и сват»*        |                                                             | комедия в 3 действиях, с пением и плясками. |                   |
| 1811       | 13 ноября                     | «Братнин мундир»                            |                                                             | комедия в 1 действии. |                   |
| 1812       | 12 февраля                    | «Подмосковная»                              |                                                             | комедия в 1 действии, с дивертисментом (переделка).                                                                                                   |                   |
| 1812       | 23 февраля                    | «Монтенерский замок»*                       |                                                             | опера в 3 действиях, с хорами и балетами. |                   |
| 1812       | 4 ноября                      | «Влюбился невпопад»                         |                                                             | комедия в 1 действии. |                   |
| 1812       | 4 ноября                      | «Молодость Генриха V»                       |                                                             | комедия в 3 действиях. | 7 мая 1812        |
| 1813       |                               |                                             |                                                             | |                   |
| 16 июня    | «Болтунья»                    |                                             | комическая опера в 1 действии.                              | |                   |
| 31 августа | «Дети дровосека»*             |                                             | драма в 3 действиях.                                        | 8 января 1815 |                   |
| 13 октября | «Казак и чорта не боится»     |                                             | комедия в 1 действии с пением и дивертисментом (переделка). | 2 декабря 1815 |                   |
| 2 ноября   | «На одной неделе семь пятниц» |                                             | комедия в 1 действии (переделка).                           | |                   |
| 1814       | 19 октября                    | «Чем богат, тем и рад, не осудите»          |                                                             | комедия в 1 действии (переделка). |                   |
| 1815       | 18 октября                    | «Держитесь природы, или Черный парик»       |                                                             | комедия в 1 действии. |                   |
| 1815       | 2 декабря (Москва)            | «Завтрак холостых»                          | Николя Изуар                                                | опера в 1 действии. | 2 декабря         |
| 1815       | 8 декабря                     | «Хитрость служанки»                         |                                                             | комедия в 1 действии. |                   |
| 1816       | 5 мая                         | «Дон-Жуан и Мраморный гость»*               | Мольер                                                      | комедия в 5 действиях, с балетами. | 3 декабря 1818    |
| 1816       | 9 октября                     | «Сорока-воровка, или Палезосская служанка»* | Кенье и д’Обиньи                                            | драма в 3 действиях, с балетом. | 7 декабря         |